# Koncerty The Rolling Stones w Warszawie w 1967 roku

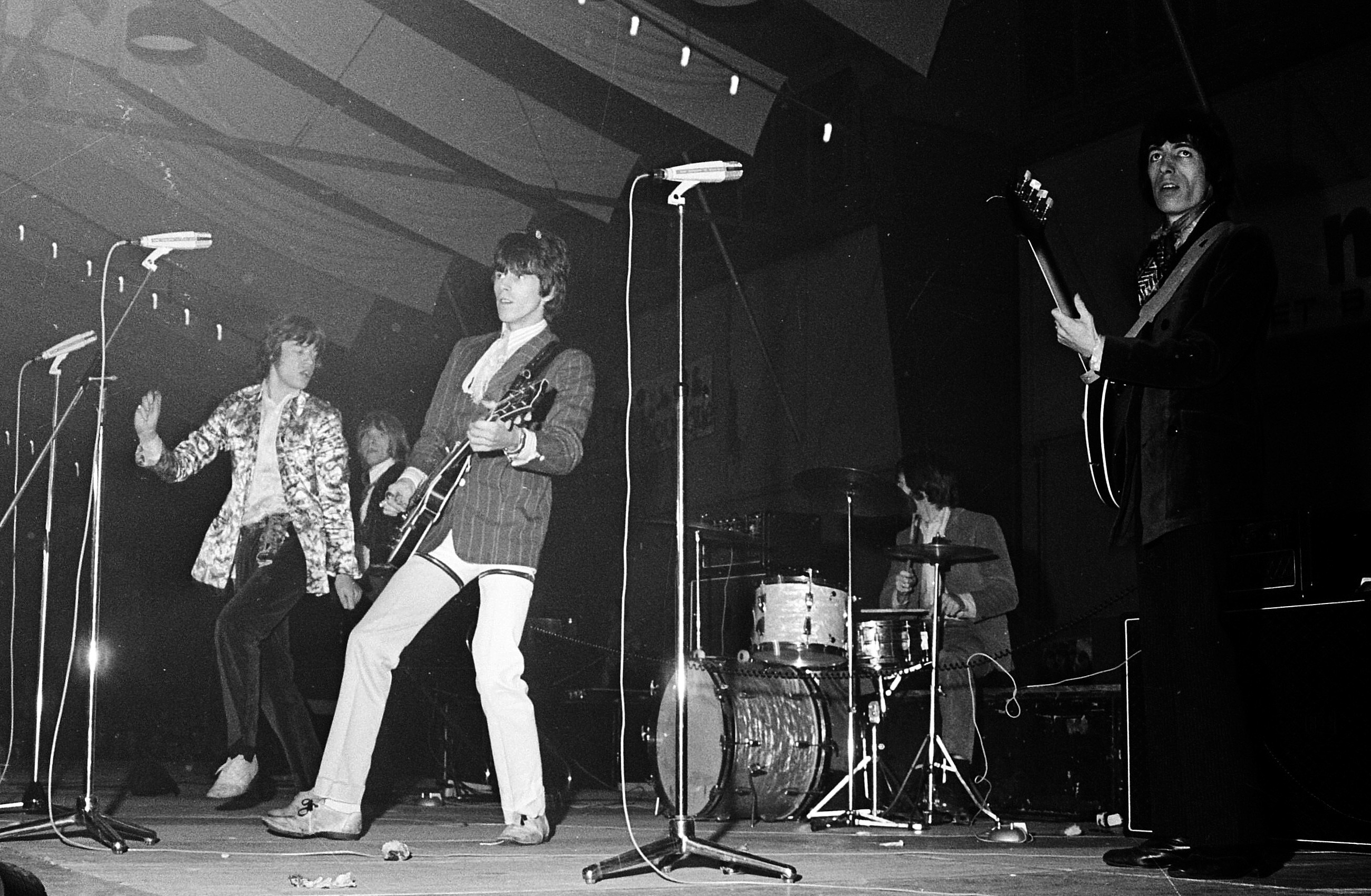
Koncert The Rolling Stones w Hadze, 15 kwietnia 1967, dwa dni po występie w Warszawie

Koncerty The Rolling Stones w Warszawie w 1967 roku – dwa koncerty, które zespół The Rolling Stones dał 13 kwietnia 1967 w Sali Kongresowej w Warszawie. Koncerty, będące jednymi z nielicznych występów zachodnich zespołów rockowych za żelazną kurtyną, były ważnym wydarzeniem w historii polskiej kultury popularnej. Koncerty były częścią europejskiej trasy koncertowej Rolling Stones z 1967 roku.

## Historia
Kilka lat wcześniej wicedyrektor Pagartu, Władysław Jakubowski, zaprosił do siebie przedstawicieli klubu muzycznego „Pop-Fun-Club” Wojciecha Manna i Andrzeja Olechowskiego, których poprosił o sporządzenie listy muzyków, których warto zaprosić do Polski. Wśród wymienionych przez nich zespołów byli The Rolling Stones.
Zespół wystąpił w ramach The Rolling Stones European Tour 1967, po koncertach w Paryżu, a przed Zurychem, promując swój album Between the Buttons. Muzykom zależało na występie w kraju bloku wschodniego, chcieli wystąpić w Moskwie lub Leningradzie, ale nie dostali zaproszenia do ZSRR. Wtedy sytuację wykorzystał dyrektor Pagartu Jacek Dobierski, podpisując umowę z menedżmentem zespołu.
W mediach ukazały się nieliczne informacje o mających się odbyć koncertach. 18 marca „Życie Warszawy” opublikowało krótką informację o negocjacjach prowadzonych z zespołem. Obszerniejszy tekst opublikował w „Sztandarze Młodych” Roman Waschko. Na dwa tygodnie przed wydarzeniem na warszawskich murach rozklejono jednobarwne afisze z informacjami o koncertach. Druga notatka w „Życiu Warszawy” ukazała się 12 kwietnia, na dzień przed występami: dziennik podawał, że do „Stołecznej Estrady” wpłynęło 12 000 zamówień na bilety. Ilustrowaną zdjęciami informację o przylocie muzyków do Polski opublikowała tylko gdańska popołudniówka „Wieczór Wybrzeża”.
Zespół przyleciał do Warszawy 12 kwietnia. Bill Wyman wspomina lotnisko w Warszawie wyglądające jak blaszane baraki wojskowe (army Nissen huts). Muzycy zamieszkali w hotelu Orbis-Europejski, ówcześnie „najlepszym hotelu w mieście”, w pokojach bez telewizorów (Wyman mieszkał w pokoju z betonowym filarem pośrodku). Miasto Anglicy odebrali jako „przygnębiająco szare i ponure”.
Muzykom towarzyszył Marek Karewicz, fotograf muzyczny i animator polskiego jazzu. Bill Wyman wymienia jeszcze jako przewodniczkę i tłumaczkę miejscową promotorkę „madam Katarską”.
W hotelu Stonesi zapamiętali niezbyt dyskretne śledzenie ich przez tajniaków. „Ochroniarze w cywilu obserwują nas wszędzie i chowają się za drzwi, gdy na nich spoglądamy” – wspominał Wyman. Pierwszego wieczora nie pozwolono im wyjść z hotelu. Były też problemy ze zorganizowaniem konferencji prasowej, o której nie uprzedzono administracji hotelu. Pomogła dopiero łapówka wręczona przez rzecznika prasowego zespołu, Lesliego 'Lesa' Perrina.
Bilety na koncerty były trudno dostępne w wolnej sprzedaży – niewielką liczbę można było kupić w kasach SPATiFu i Orbisu. W większości rozprowadzono je w zakładach pracy i innych instytucjach państwowych, a także między różnymi oficjelami i członkami partii. Sala Kongresowa oficjalnie liczyła 2880 miejsc siedzących, ale liczbę widzów obecnych na każdym z koncertów szacowano nawet na 5 tysięcy.

## Przebieg
Koncerty odbyły się o godzinach 17.00 i 20.30. Prowadzenia odmówił Lucjan Kydryński, więc konferansjerem był Zbigniew Korpolewski. Jako support wystąpił zespół Czerwono-Czarni.
Na próbie dźwięku przed występem Brian Jones na skutek podłączenia do sieci elektrycznej o zbyt wysokim napięciu spalił swoje organy firmy „Vox”. Swojego sprzętu użyczył mu klawiszowiec Czerwono-Czarnych, Ryszard Poznakowski.
W czasie koncertu jedna z dziewcząt rzuciła na scenę bukiet goździków (choć są też relacje, że był to kosz żonkili). Mick Jagger jeden z kwiatów wpiął w butonierkę, a pozostałe pogryzł. Część rzucił w stronę milicjantów.
Uczestnicy wspominają, że obydwa koncerty miały fatalną akustykę, przez słaby system nagłośnieniowy i warunki Sali Kongresowej, obiektu nieprzygotowanego do obsługi koncertów tego rodzaju (np. brak odsłuchów). Bill Wyman jednak ocenił występy jako bardzo dobre, choć „publiczność była bardzo powściągliwa”, prawdopodobnie dlatego, że porządku pilnowały liczne oddziały milicji z pałkami, reagując każdorazowo, gdy publiczność wiwatowała, ktoś z uczestników wchodził na krzesło czy choćby wstawał, by oklaskiwać występ. Wyman wspomina „Na scenie byliśmy bezsilni; okropnie było patrzeć na takie tłumienie ludzkich uczuć”. Z drugiej strony na zdjęciach Polskiej Kroniki Filmowej widać grupy młodzieży szalejące podczas koncertu.
Na bis muzycy zagrali „(I Can’t Get No) Satisfaction” na życzenie widzów, którzy skandowali „Ajkengetno!” (według zapisu Wymana „Icantgetno!”).
Poza grupą szczęśliwców większość fanów nie mogła zobaczyć swoich idoli. Frustrację rozładowywali, wywołując zamieszki w okolicach Pałacu Kultury i Nauki. Źródła wspominają o licznych (do 10 000) grupach młodzieży oraz walczących z nimi oddziałach milicji, a także pojazdach z armatkami wodnymi. 
Oprócz fanów z całej Polski przyjechali też Czesi i Niemcy z NRD.

## Skład zespołu
- Mick Jagger – wokal, harmonijka
- Keith Richards – gitara, wokal wspierający
- Brian Jones – gitara, klawisze, wokal wspierający
- Bill Wyman – gitara basowa, wokal wspierający
- Charlie Watts – perkusja, instrumenty perkusyjne

## Wykonywane utwory
Według różnych źródeł zespół wykonał utwory:
- "Let’s Spend The Night Together(inne języki)"
- "Ruby Tuesday(inne języki)"
- "The Last Time(inne języki)"
- "Paint It, Black"
- "19th Nervous Breakdown(inne języki)"
- "Lady Jane(inne języki)"
- "Get Off of My Cloud(inne języki)"
- "Mother's Little Helper(inne języki)”
- "Goin' Home(inne języki)"
- "(I Can’t Get No) Satisfaction".

## Mity narosłe wokół koncertów
Plotka głosiła, że zgodę na koncert wyprosiły osobiście od Władysława Gomułki jego wnuczki. Bardziej prawdopodobna wydaje się teoria dziennikarza muzycznego Dariusza Michalskiego o wpływie, który mogła wywrzeć na ówczesnego Ministra Kultury Lucjana Motykę jego córka Anna, wokalistka zespołu Partita.
W pierwszych rzędach ponoć siedziały dzieci prominentów partyjnych czy inne osoby związane z władzą w białych koszulach i czerwonych krawatach, choć Maria Szabłowska to dementuje. Niemniej można spotkać relacje, że sam Mick Jagger w czasie koncertu zażądał, żeby publiczność z pierwszych rzędów opuściła miejsca i zwolniła je dla prawdziwych fanów.
Muzycy grupy nie widzieli zamieszek pod Salą Kongresową, ale według relacji Billa Wymana byli tak zbulwersowani tym, czego dowiedzieli się od obsługi, że po koncercie zabrali z hotelu do mikrobusa kilka kartonów singli i EP-ek i wybrali się na przejażdżkę po Warszawie. Gdy tylko widzieli na ulicy grupy młodych ludzi, zwalniali i rzucali im płyty, których rozdali w ten sposób około stu. „Wróciliśmy na noc do hotelu – znacznie szczęśliwsi” – opowiadał Wyman. Ta relacja była podważana m.in. przez Karola Jakubowicza czy Andrzeja Olechowskiego, który zauważał, że być może następnego dnia w drodze na lotnisko zespół mógł coś rozdawać, ale w takim przypadku płyty „w formie trofeów prędzej czy później gdzieś by wypłynęły”. Olechowski ironizował też „Może warto ogłosić światowy apel pod hasłem: Czy ktoś dostał kiedykolwiek darmową płytę od Rolling Stonesów?”.
Największą legendą obrosła plotka o honorarium wypłaconym w złotówkach, za które zespół zakupił ogromną ilość (wagon) polskiej wódki, która miała być potem obłożona wysokim cłem, w wyniku czego została odesłana do Polski. W wariancie tej historii muzycy mieli wyrzucać nieprzydatne im złotówki z tarasu lotniska na Okęciu. Agent muzyczny Andrzej Marzec dementuje plotkę, twierdząc, że widział kontrakt Stonesów, na którym miała widnieć kwota „rzędu czterech tysięcy dolarów, z których połowa była w twardej walucie, a połowa w złotówkach po kursie oficjalnym”. Zdaniem Marka Karewicza honorarium wyniosło 600 000 zł. Bill Wyman twierdzi, że rachunek za hotel i pożywienie wyniósł tyle, co honorarium zespołu za koncert.
Innym z mitów miałoby być przyjęcie po koncercie członków zespołu z polskim partyjnym establishmentem, po którym Mick Jagger miał „ruszyć w miasto”.
W niektórych relacjach (np. rzecznika prasowego zespołu Lesa Perrina) pojawiają się informację, że porządku pilnowały konne oddziały milicji, a nawet wojsko w hełmach uzbrojone w karabiny maszynowe, przy wsparciu samochodów pancernych, a nawet może czołgów. Paweł Tomasik z Instytutu Pamięci Narodowej po analizie raportów milicyjnych twierdzi, że były to przesadzone relacje, a za wozy pancerne były brane prawdopodobnie pojazdy z armatkami wodnymi. Możliwa była natomiast obecność żołnierzy WSW, standardowo uzbrojonych w karabiny.

## Koncerty w pop kulturze
Wydarzenie to jest często przypominane i do dziś budzi emocje. Poświęcono mu film dokumentalny (Moi Rolling Stonesi w reżyserii Jana Sosińskiego, 2017), dwie książki (Marcin Jacobson: The Rolling Stones – Warszawa’67, 2013; Marcin Sitko: The Rolling Stones za żelazną kurtyną. Warszawa 1967, 2012), liczne audycje radiowe, artykuły prasowe oraz internetowe. Koncerty zostały też odnotowane w książkach dotyczących historii zespołu.
Wojciech Mann pisze w książce RockMann: „Skala tego wydarzenia w realiach gomułkowskiej Polski jest teraz trudna do pojęcia. To trochę tak, jakby dzisiaj na placu Defilad wylądował statek kosmiczny z innej galaktyki i wysłannicy innej cywilizacji powiedzieli, że właśnie wybrali Warszawę na stolicę wszechświata”.
Maria Szabłowska wspomina: „Czułam – że nagle znalazłam się w oazie wolności, że to moja muzyka i nikt się nie wtrąca, nie mówi, jak grać, śpiewać. To dla nas było prawdziwe. Nagle odkryliśmy własny świat przez nikogo niekontrolowany, niecenzurowany. Jak już Stonesi zaczęli grać i śpiewać, to oczywiście robili na scenie, co chcieli, nikt im nie mógł czegokolwiek zakazać. Już wcześniej wiedziałam, że ta muzyka daje człowiekowi wolność i ucieczkę od rzeczywistości, ale to był tego namacalny dowód”.
Marian Zimiński, organista zespołu Akwarele, kupił podrobiony bilet od tzw. konika. Bilet został skonfiskowany przez członka ORMO, a muzyk dostał kilka razy pałką po plecach. Następnego dnia, podczas nagrania piosenki Czesława Niemena Dziwny jest ten świat w studio demonstrował obecnym fioletowe pręgi. Pod wpływem wydarzenia od pierwszego podejścia wymyślił i zagrał instrumentalny wstęp do utworu.
Maria Szabłowska twierdzi także, że Tadeusz Nalepa po udziale w koncercie „wiedział już, jak trzeba grać i śpiewać”, a muzycy zespołu Breakout „się przebudzili i zaczęli śpiewać swoim głosem”, tworząc „własne rzeczy, z własnym przekazem, własnymi opowieściami i z własną muzyką”.
Janusz Kruk z Andrzejem Mogielnickim napisali o koncercie piosenkę Gdy grali dla nas Rolling Stones, którą śpiewał zespół 2 plus 1.

Pałac się od krzyku giął 
w kandelabrach drżało szkło 
w ten dzień gdy grali dla nas Rolling Stones

W lipcu 2019 w radiowym Teatrzyku Zielone Oko miała miejsce premiera słuchowiska Wojciech Fułka Satisfaction w reżyserii Pawła Chmielewskiego, którego fabuła osnuta jest wokół koncertów zespołu Rolling Stones w Warszawie w 1967.